# Glenea proxima
Glenea proxima é uma espécie de escaravelho da família Cerambycidae. Foi descrita por Lameere em 1893.